# VD 16
Le Verzeichnis der im deutschen Sprachbereich erschienenen Drucke des 16. Jahrhunderts (VD 16) (en français : Bibliographie des livres imprimés dans les pays de langue allemande au XVIe siècle), en abrégé VD 16, est un projet pour réaliser une bibliographie nationale rétrospective allemande pour le XVIe siècle. Le projet a été réalisé durant la période 1969-1999. Il a été financé par le Deutsche Forschungsgemeinschaft (Fondation allemande de recherche). 
Le catalogue bibliographique national des livres du XVIe siècle a commencé en 1969 en collaboration avec la Bayerische Staatsbibliothek, avec la Herzog August Bibliothek de Wolfenbüttel, depuis 1990 aussi avec la Landes- und Forschungsbibliothek Gotha (maintenant la Bibliothèque universitaire et de recherche Erfurt / Gotha) et le soutien de la Deutsche Forschungsgemeinschaft (DFG ). Avec 22 volumes et 2 volumes d'index, le catalogue a été achevé en 2000. 
 
La base de données VD 16 est accessible via Internet. Elle permet de rechercher l'ensemble des données de VD 16. La base de données est en constante expansion avec de nouvelles notices bibliographiques; les notices bibliographiques sont progressivement modifiées et sont également mises à jour avec les documents d'inventaire supplémentaires. 
La base de données contient actuellement environ 110 000 titres, dont environ 27 000 enregistrés dans le supplément. 
Il existe une bibliographie rétrospective nationale allemande pour le XVIIe siècle, connue sous le sigle VD 17. À côté de VD 16 et VD 17 est prévu VD 18 (Verzeichnis der im deutschen Sprachraum erschienenen Drucke des 18. Jahrhunderts). Ces projets remplissent pour l'histoire bibliographique de la zone culturelle allemande la fonction semblable au English Short Title Catalogue pour la Grande-Bretagne et l'Amérique du Nord.